# Kalksteen van Nekum
De Kalksteen van Nekum is een serie gesteentelagen in de ondergrond van het zuidwesten van het Nederlandse Zuid-Limburg. De Kalksteen van Nekum is onderdeel van de Formatie van Maastricht en stamt uit het laatste deel van het Krijt (het Maastrichtien, ongeveer 68 miljoen jaar geleden).
De kalksteen is vernoemd naar buurtschap Nekum in het Jekerdal.

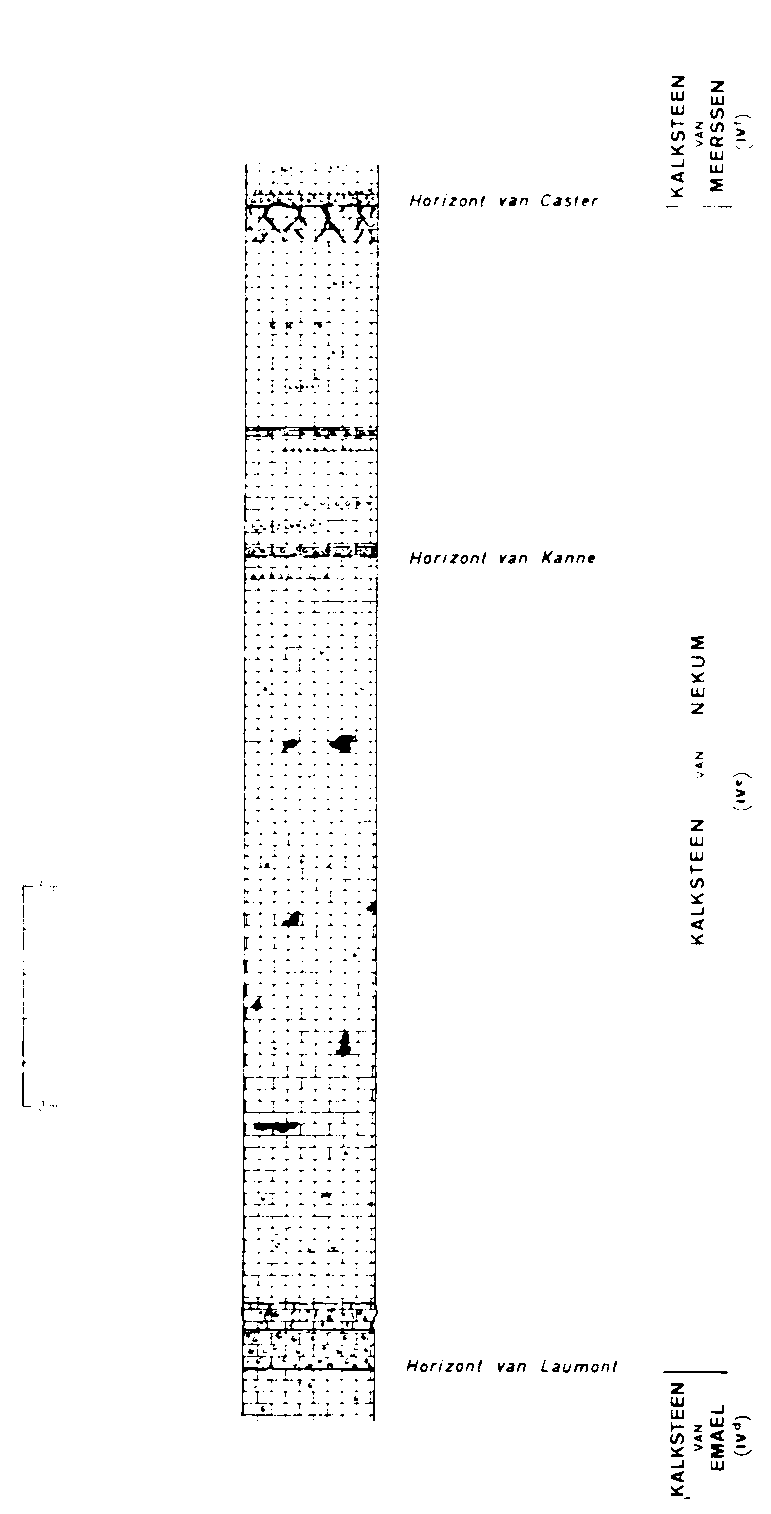
Lithologische opbouw van de Kalksteen van Nekum in de typelocatie Groeve De Tombe (61F-8) te Maastricht

## Stratigrafie
Normaal gesproken ligt de Kalksteen van Nekum boven op de oudere Kalksteen van Emael en onder de jongere Kalksteen van Meerssen, allen onderdeel van de Formatie van Maastricht. Tussen de kalksteenlagen Meerssen en Nekum bevindt zich de Horizont van Caster. Tussen de kalksteenlagen Nekum en Emael bevindt zich de Horizont van Laumont. In het kalksteenpakket is er nog een horizont aanwezig in de bovenste helft van de kalksteen, de Horizont van Kanne.

## Gebied
In de Groeve Einde Plenkertweg, Apostelgroeve, Groeve Blom, groeve de Tombe, Keerderberggroeve, Heerderberggroeve, Scharnderberggroeve, Kleinberggroeve Noord, Kleinberggroeve Zuid, Curfsgroeve, ENCI-groeve, Groeve De Keel, Groeve van der Zwaan en Groeve Marnebel werd Kalksteen van Nekum gewonnen. Ook de Van Schaïktunnel is in deze kalksteen aangelegd.
De kalksteen is onder andere gebruikt in de kerktoren van de Heilige-Kruisverheffingskerk in Cadier en Keer.

## Kalksteen
De Kalksteen van Nekum is matigfijn tot grofkorrelig en geelwit van kleur. De basis van deze laag bevat enkele vuurstenen, waarbij er aan de top en basis harde vuursteenbanken te vinden zijn. De dikte van deze kalksteenlaag is gemiddeld elf tot twaalf meter.
De typelocatie van de Kalksteen van Nekum is de Groeve de Tombe bij Nekum.

## Zie ook

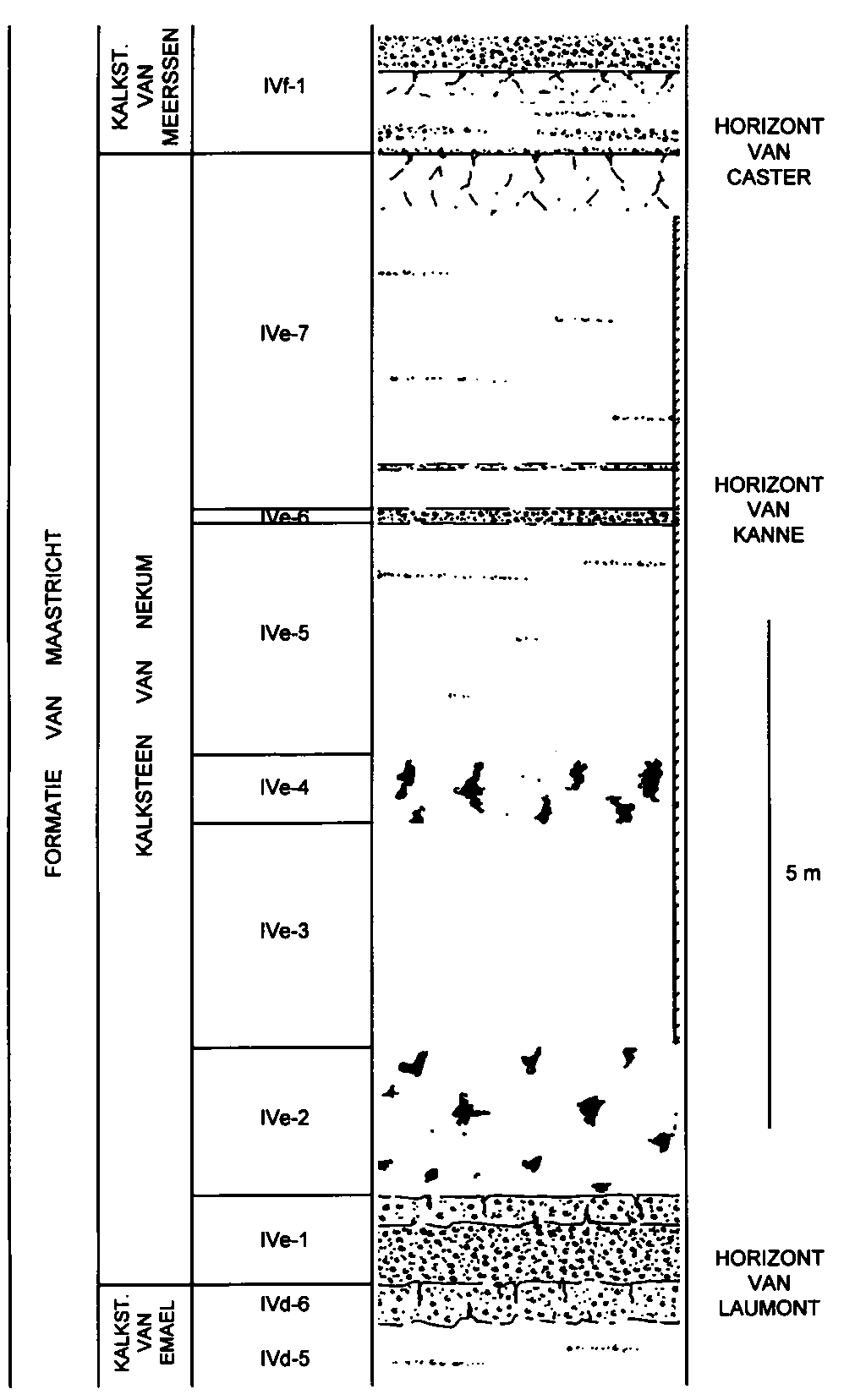
Lithologisch profiel van de Kalksteen van Nekum in de ENCI